# Volta al País Basc 2006
La Volta al País Basc 2006, va ser la 46a edició de la Volta al País Basc. Es disputà del 3 al 8 d'abril de 2006. La cursa era la cinquena prova de l'UCI ProTour 2006 i fou guanyada per l'espanyol José Ángel Gómez Marchante (Saunier Duval-Prodir), vencedor de la contrarellotge final. El van acompanyar al podi Alejandro Valverde i Antoni Colom tots dos de l'equip Caisse d'Epargne-Illes Balears.

## Resultats de les etapes
| Etapa    | Data      | Recorregut        | Km  | Vencedor d'etapa           | Líder de la general        |
| -------- | --------- | ----------------- | --- | -------------------------- | -------------------------- |
| 1a etapa | 3 d'abril | Irun-Irun         | 130 | Alejandro Valverde         | Alejandro Valverde         |
| 2a etapa | 4 d'abril | Irun-Segura       | 155 | Samuel Sánchez             | Samuel Sánchez             |
| 3a etapa | 5 d'abril | Segura-Lerín      | 170 | Samuel Sánchez             | Samuel Sánchez             |
| 4a etapa | 6 d'abril | Lerín-Vitòria     | 172 | Óscar Freire               | Samuel Sánchez             |
| 5a etapa | 7 d'abril | Vitòria-Zalla     | 178 | Thomas Voeckler            | Samuel Sánchez             |
| 6a etapa | 8 d'abril | Zalla-Zalla (CRI) | 24  | José Ángel Gómez Marchante | José Ángel Gómez Marchante |

## Classificació general
| #  | Ciclista                       | Equip                          | Temps       |
| -- | ------------------------------ | ------------------------------ | ----------- |
| 1  | José Gómez Marchante           | Saunier Duval-Prodir           | 20h 31' 47" |
| 2  | Alejandro Valverde             | Caisse d'Epargne-Illes Balears | + 7"        |
| 3  | Antoni Colom                   | Caisse d'Epargne-Illes Balears | m. t.       |
| 4  | Patrik Sinkewitz               | T-Mobile Team                  | + 19"       |
| 5  | Alberto Contador               | Liberty Seguros-Würth          | + 20"       |
| 6  | Samuel Sánchez                 | Euskaltel-Euskadi              | + 42"       |
| 7  | Miguel Ángel Martín Perdiguero | Phonak                         | + 44"       |
| 8  | Cadel Evans                    | Davitamon-Lotto                | + 1'11"     |
| 9  | Francisco Javier Vila          | Lampre-Fondital                | + 1'21"     |
| 10 | José Azevedo                   | Discovery Ch.                  | + 1'24"     |

## Etapes

### 1a etapa
| Resultat de la 1a etapa | Resultat de la 1a etapa | Resultat de la 1a etapa        | Resultat de la 1a etapa |
| #                       | Ciclista                | Equip                          | Temps                   |
| ----------------------- | ----------------------- | ------------------------------ | ----------------------- |
| 1                       | Alejandro Valverde      | Caisse d'Epargne-Illes Balears | 3h 22' 27"              |
| 2                       | Óscar Freire            | Rabobank                       | m. t.                   |
| 3                       | Davide Rebellin         | Gerolsteiner                   | m. t.                   |

| Classificació general | Classificació general | Classificació general          | Classificació general |
| #                     | Ciclista              | Equip                          | Temps                 |
| --------------------- | --------------------- | ------------------------------ | --------------------- |
| 1                     | Alejandro Valverde    | Caisse d'Epargne-Illes Balears | 3h 22' 27"            |
| 2                     | Óscar Freire          | Rabobank                       | m. t.                 |
| 3                     | Davide Rebellin       | Gerolsteiner                   | m. t.                 |

### 2a etapa
| Resultat de la 2a etapa | Resultat de la 2a etapa | Resultat de la 2a etapa        | Resultat de la 2a etapa |
| #                       | Ciclista                | Equip                          | Temps                   |
| ----------------------- | ----------------------- | ------------------------------ | ----------------------- |
| 1                       | Samuel Sánchez          | Euskaltel-Euskadi              | 4h 10' 55"              |
| 2                       | Alberto Contador        | Liberty Seguros-Würth          | m. t.                   |
| 3                       | Alejandro Valverde      | Caisse d'Epargne-Illes Balears | + 2"                    |

| Classificació general | Classificació general | Classificació general          | Classificació general |
| #                     | Ciclista              | Equip                          | Temps                 |
| --------------------- | --------------------- | ------------------------------ | --------------------- |
| 1                     | Samuel Sánchez        | Euskaltel-Euskadi              | 7h 33' 22"            |
| 2                     | Alberto Contador      | Liberty Seguros-Würth          | m. t.                 |
| 3                     | Alejandro Valverde    | Caisse d'Epargne-Illes Balears | + 2"                  |

### 3a etapa
| Resultat de la 3a etapa | Resultat de la 3a etapa | Resultat de la 3a etapa | Resultat de la 3a etapa |
| #                       | Ciclista                | Equip                   | Temps                   |
| ----------------------- | ----------------------- | ----------------------- | ----------------------- |
| 1                       | Samuel Sánchez          | Euskaltel-Euskadi       | 4h 07' 36"              |
| 2                       | Davide Rebellin         | Gerolsteiner            | m. t.                   |
| 3                       | Alberto Contador        | Liberty Seguros-Würth   | m. t.                   |

| Classificació general | Classificació general | Classificació general | Classificació general |
| #                     | Ciclista              | Equip                 | Temps                 |
| --------------------- | --------------------- | --------------------- | --------------------- |
| 1                     | Samuel Sánchez        | Euskaltel-Euskadi     | 11h40'58"             |
| 2                     | Alberto Contador      | Liberty Seguros-Würth | m. t.                 |
| 3                     | Davide Rebellin       | Gerolsteiner          | + 2"                  |

### 4a etapa
| Resultat de la 4a etapa | Resultat de la 4a etapa | Resultat de la 4a etapa | Resultat de la 4a etapa |
| #                       | Ciclista                | Equip                   | Temps                   |
| ----------------------- | ----------------------- | ----------------------- | ----------------------- |
| 1                       | Óscar Freire            | Rabobank                | 3h 56' 43"              |
| 2                       | Samuel Sánchez          | Euskaltel-Euskadi       | m. t.                   |
| 3                       | Fabian Wegmann          | Gerolsteiner            | m. t.                   |

| Classificació general | Classificació general | Classificació general | Classificació general |
| #                     | Ciclista              | Equip                 | Temps                 |
| --------------------- | --------------------- | --------------------- | --------------------- |
| 1                     | Samuel Sánchez        | Euskaltel-Euskadi     | 15h37'41"             |
| 2                     | Alberto Contador      | Liberty Seguros-Würth | m. t.                 |
| 3                     | Davide Rebellin       | Gerolsteiner          | + 2"                  |

### 5a etapa
| Resultat de la 5a etapa | Resultat de la 5a etapa | Resultat de la 5a etapa | Resultat de la 5a etapa |
| #                       | Ciclista                | Equip                   | Temps                   |
| ----------------------- | ----------------------- | ----------------------- | ----------------------- |
| 1                       | Thomas Voeckler         | Bouygues Télécom        | 4h18'42"                |
| 2                       | Jens Voigt              | Team CSC                | s.t.                    |
| 3                       | Juan José Cobo          | Saunier Duval-Prodir    | a 12"                   |

| Classificació general | Classificació general | Classificació general | Classificació general |
| #                     | Ciclista              | Equip                 | Temps                 |
| --------------------- | --------------------- | --------------------- | --------------------- |
| 1                     | Samuel Sánchez        | Euskaltel-Euskadi     | 19h 58' 54"           |
| 2                     | Alberto Contador      | Liberty Seguros-Würth | m. t.                 |
| 3                     | Davide Rebellin       | Gerolsteiner          | + 2"                  |

### 6a etapa
| Resultat de la 6a etapa | Resultat de la 6a etapa | Resultat de la 6a etapa        | Resultat de la 6a etapa |
| #                       | Ciclista                | Equip                          | Temps                   |
| ----------------------- | ----------------------- | ------------------------------ | ----------------------- |
| 1                       | José Gómez Marchante    | Saunier Duval-Prodir           | 32' 44"                 |
| 2                       | Alejandro Valverde      | Caisse d'Epargne-Illes Balears | + 6"                    |
| 3                       | Antoni Colom            | Caisse d'Epargne-Illes Balears | + 8"                    |